# Wilson Pickett
Wilson Pickett, (Prattville, 1941. március 18. – Reston, 2006. január 19.) amerikai énekes, dalszerző. A soulzene fejlődésének egyik fontos alakja volt. Több, mint 50 dala került fel az amerikai R&B slágerlistákra, sokuk a Billboard Hot 100-ra is. Az 1960-as évek soulzenei sztárjai közül Pickett az évtized legjelentősebb táncparkettjein olyan slágerekkel szerepelt, mint az „In the Midnight Hour”, „Land of 1000 Dances”, „Mustang Sally” és a „Funky Broadway”. Korai slágereivel sokat tett a Southern soul hangzás megteremtéséért.

## Pályafutása
Pickett 1955-ben Pickett csatlakozott a The Violinaires gospel együtteshez, egy másik gospel-együttessel pedig résztvett egy amerikai koncertkörúton. Miután négy évig énekelt a népszerű együttessel, 1959-ben csatlakozott a The Falconshoz.
Legnagyobb sikerét 1965-ben az Egyesült Államokban az „In the Midnight Hour” című számmal érte el. 1972 után pályája már hanyatlott. Többször került börtönbe, többek között azért is, mert ittasan vezetett, és elütött egy idősebb férfit, amivel életveszélyes sérüléseket okozott.
Európában kevéssé volt sikeres, bár az „In midnight hour” 1976-ban nagy sláger volt. Pickett többször is fellépett Hollandiában, többek között 1995-ben, a hágai North Sea Jazz Festival keretében.
2006-ban, hatvannégy évesen szívrohamban halt meg a virginiai Restonban.

## Albumok
- It's Too Late (1963)
- In the Midnight Hour (1965)
- The Exciting Wilson Pickett (1966)
- The Best of Wilson Pickett (1967)
- The Wicked Pickett 1967
- The Sound of Wilson Pickett (1967)
- I'm In Love (1967)
- The Midnight Mover (1968)
- Hey Jude (1969)
- Wilson Pickett in Philadelphia (1970)
- Right On (1970)
- The Best of Wilson Pickett, Vol. II (1971)
- Don't Knock My Love (1972)
- Mr. Magic Man (1973)
- Miz Lena's Boy (1973)
- Wilson Pickett's Greatest Hits (1973)
- Pickett in the Pocket (1974)
- Live in Japan (1974)
- Join Me and Let's be Free (1975)
- Peace Breaker (1975)
- Chocolate Mountain (1976)
- A Funky Situation (1978)
- I Want You (1980)
- Right Track (1981)
- American Soul Man (1987)
- A Man and a Half: The Best of Wilson Pickett (1992)
- It's harder now (1999)

## Kislemezek
- If You Need Me (1962)
- It's Too Late (1963)
- I'm Done to My Last Heartbreak (1963)
- My Heart Belongs to You (1963)
- I'm Gonna Cry (1964)
- Come Home Baby (1964)
- In the Midnight Hour (1965)
- Don't Fight It (1965)
- 634-5789 (1966)
- Ninety Nine and a Half (1966)
- Land of (1000 Dances (1966)
- Mustang Sally (1966)
- Everybody Needs Somebody to Love (1967)
- I Found a Love Pt. (1 (1967)
- You Can't Stand Alone (1967)
- Funky Broadway (1967
- I'm in Love (1967)
- Soul Dance Number Three (1967)
- I'm a Midnight Mover (1968)
- I've Come a Long Way (1968)
- She's Looking Good (1968)
- I Found a True Love (1968)
- Jealous Love (1968)
- A Man and a Half (1968
- Hey Jude (1968
- Mini-skirt Minnie (1969
- Born to Be Wild (1969
- Hey Joe (1969
- You Keep Me Hangin' On (1969
- Engine Number 9 (1970)
- Sugar, Sugar (1970)
- She Said Yes (1970)
- Nat King Cole, Sam Cooke and Otis Redding (1970)
- Don't Knock My Love - Pt. (1971)
- Don't Let the Green Grass Fool You (1971)
- Call My Name, I'll Be There (1971)
- Fire and Water (1972)
- Funk Factory (1972)
- Mr. Magic Man (1973)
- Take a Closer Look at the Woman You're With (1973)
- International Playboy (1973)
- Soft Soul Boogie Woogie (1974)
- Take Your Pleasure Where You Find It (1974)
- I Want You (1979)
- Groove city (1979)
- Live With Me (1980)
- Don't Turn Away (1987)

## Filmek
1991-ben adták ki a „The Commitments” című játékfilmet, amely egy Pickett-dalokat játszó ír soul-együttesről szól.

## Díjak
- 1991: Rock and Roll Hall of Fame
- Grammy-díj: öt jelölés
- 1999: Alabama Music Hall of Fame
- 2015: National Rhythm & Blues Hall of Fame